# Cryptococcose
 Mise en garde médicale
La cryptococcose est une maladie opportuniste et cosmopolite touchant l'Homme et d'autres espèces animales, due à une levure, le Cryptococcus neoformans. Sa contamination se fait essentiellement par voie respiratoire. C'est la première des infections fongiques humaines dans le monde.

## Distribution géographique, épidémiologie et importance
Les cryptocoques sont répandus dans le monde entier (sol, débris organiques). Cryptococcus neoformans, habituellement saprophyte, est de loin le plus fréquent des cryptocoques pathogènes. Il contamine l'humain par l'inhalation de poussières.
Bien qu'il semble que l'inoculation puisse être faite par voie cutanée, lors de piqûre septique, la voie d'entrée normale des levures infectieuses semble être pulmonaire. Dans les lésions, le cryptocoque se multiplie par bourgeonnement et peut, par voie sanguine, atteindre la peau (pseudo-acné de la face), les os et surtout le système nerveux central.
La cryptococcose est particulièrement fréquente chez le sujet immunodéprimé (dont SIDA) et est responsable de plus de 600 000 décès annuels de par le monde dans sa forme méningée (données 2009).

## Clinique
La localisation pulmonaire, quand elle se marque sur le plan clinique, donne habituellement une bronchite subaiguë avec fièvre modérée, toux rare et peu productive de crachats muqueux.
Les formes cutanées prennent tantôt l'aspect d'acné, tantôt un aspect gommeux, puis ulcéré, plus ou moins granulomateux et à tendance extensive.
Les localisations au système nerveux central prennent le plus souvent le type de méningite tuberculeuse avec installation progressive, céphalées frontales, raideur de la nuque et vomissements. Cette méningite, non traitée, est toujours mortelle en moins d'un an.

## Diagnostic
La recherche du Cryptococcus neoformans se fait au niveau des lésions superficielles, dans le liquide cérébrospinal, dans les crachats ou, dans certains cas, dans le lavage bronchoalvéolaire à partir des poumons. La mise en évidence de la levure se pratique à l'examen direct, à l'encre de chine (sphère bleue entourée d'un halo clair). Ce champignon, de forme ronde à ovalaire, de 4–20 μm, se reproduit par bourgeonnement. Une culture sur milieu spécifique (niger agar) peut se faire. Une réaction tissulaire se produit avec un afflux d'histiocytes et l'apparition de granulomes.

## Traitement
La cryptococcose qui n'affecte pas le système nerveux central (SNC) peut être traitée par du fluconazole seul.
Dans le cas d'une méningite cryptococcique, le traitement recommandé par l'OMS (2022) est le suivant : 
- phase d'initiation : dose unique[3] d'amphotéricine B liposomale en intraveineuse à la dose de 10 mg·kg-1 suivi par deux semaines de flucytosine orale (100 mg·kg-1 par jour en 4 prises)[4]ET fluconazole (1200 mg/j pour les adultes, 12mg/kg/j pour les enfants, avec maximum de 800 mg/j). cette phase peut être compliquée par un syndrome inflammatoire de reconstitution immune.
- phase de consolidation : fluconazole 800 mg/j pour les adultes, 6-12mg/kg/j pour les enfants, (avec maximum de 800 mg/j) pendant 8 semaines, après la phase d'induction.
- Phase de maintenance : fluconazole à raison de 200 mg/j pour les adultes (6mg/ kg/j pour les enfants) pour une durée supérieure à un an. l'arrêt du traitement est envisageable après restauration de la fonction immune cellulaire (CD4+ > 200/mm3) ET négation de la charge virale pour plus de 3 mois.

## Chez l'animal non humain
La cryptococcose est connu des vétérinaires chez  les bovins, les moutons, les chèvres, les chevaux, les animaux sauvages et les oiseaux , mais c'est chez le chien et encore plus fréquemment chez le chat qu'il est détecté (la maladie fongique profonde la plus commune chez les chats). Chez ces animaux, le cryptocoque induit généralement une infection chronique du museau (sinusite chronique), ainsi que des ulcères cutanés. Une bosse apparait parfois sur l'arête du nez des chats, traduisant une inflammation locale des tissus.
Chez le chat, cette infection peut être associée à une infection de type FeLV.
Le sol, le fumier de volaille et les excréments de pigeon sont parmi les sources d'infection,.
Le réchauffement climatique, en forçant les champignons pathogènes à s'adapter à des températures plus hautes, pourrait augmenter le risques épidémiologiques pour les humains.